# Alban Levier
Alban Levier (Montigny-le-Bretonneux) es un deportista francés que compite en escalada. Ganó una medalla de bronce en el Campeonato Mundial de Escalada de 2014, en la clasificación combinada.

## Palmarés internacional
| Campeonato Mundial | Campeonato Mundial | Campeonato Mundial | Campeonato Mundial |
| Año                | Lugar              | Medalla            | Prueba             |
| ------------------ | ------------------ | ------------------ | ------------------ |
| 2014               | Múnich (Alemania)  | Medalla de bronce  | Combinada          |